# 競技者の用具 (サッカー)

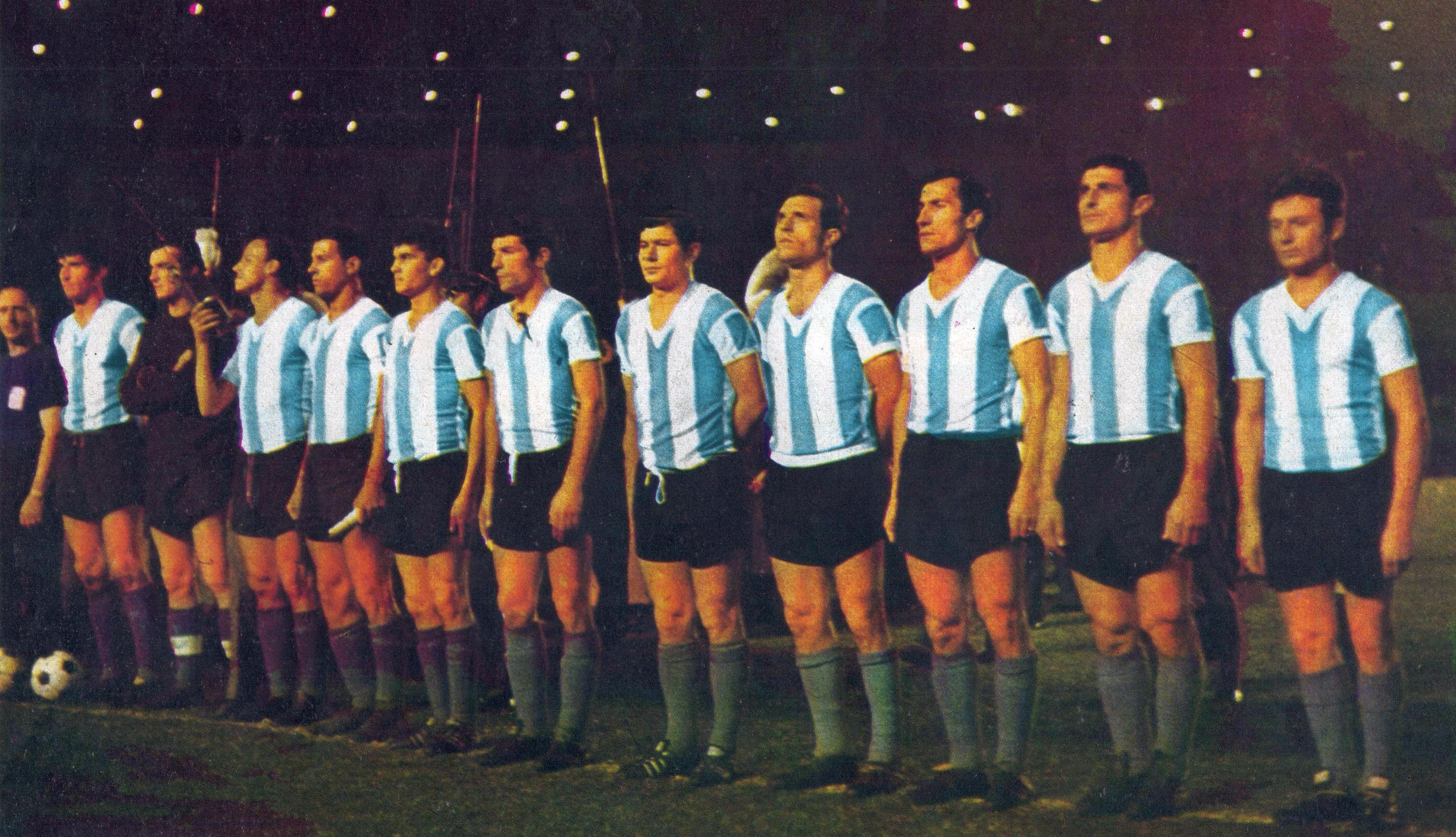
制服を着たアルゼンチンチーム。 1964年。

サッカーにおける競技者の用具（きょうぎしゃのようぐ）とは、サッカーのルールである、Law of the Game（日本サッカー協会では「サッカー競技規則」）の第4条The Players' Equipmentに定められた、競技者が着用を認められた、もしくは着用できる用具を指す。

## 概要
競技者は、自己もしくは他の競技者に対して危害を加えるよな用具を使用してはならない。

### 基本的な用具
競技者が身に着けなければならないと規定されている用具は以下の、個別の5つである。
- ジャージ（シャツ）
- ショーツ（パンツ）
- ストッキング（靴下）
- シンガード（すね当て）
- シューズ（靴）

ジャージとショーツが一体になったものは禁止される

### シンガード
シンガードに関しては以下の規定が存在する
- シンガードはストッキングによって完全に覆われていること
- ゴムやプラスチックなど適切な素材で作られていること
- 十分にすねを保護できること

### ゴールキーパー
ゴールキーパーはその他のポジションの競技者、審判員と区別の付くシャツ、ショーツを身に付けなければならない。また、トラウザー(長ズボン)や、グローブの着用も認められている。

### その他の規定
- 2006年のワールドカップドイツ大会を契機に、腕時計、指輪、ネックレス、ブレスレット、ピアスなどの金属製の装飾具の着用が厳しく制限されている。入場前に審判員が選手に指を広げさせて確認しているのは、このような装飾具を着用していないか確認するためである。
- フェイスマスクなどの医療用の器具については、危険性がないか判断された上で、着用の可否が決定される。

### その他の決定
第4条「競技者の用具」には以下の決定事項が付属している。
- 競技者は、スローガンや広告の付いたアンダーシャツを見せてはならない。これらをアピールする目的でシャツを脱いだ競技者は処罰の対象になる。
- シャツには袖が付いていなければならない。
  - 2002年のワールドカップ日韓大会で、カメルーン代表が袖の無いシャツを持ち込もうとしたときに追加された決定。

## 審判員のシャツ
審判員のシャツは、対戦する両チームのジャージの色と重ならないものを着用する。黒が一般的であるが、その他に、黄色、赤、緑等の色が存在する。こうしたシャツは、大会主催者によって複数の色が用意され、これらの中から、対戦するチームのシャツの色を考慮して、識別しやすい物が選ばれる。
又、選手用のシャツと異なる点として、イエローカードやレッドカード、手帳などを入れるポケットが胸についている。